# Neoepicorsia daucalis
Neoepicorsia daucalis là một loài bướm đêm trong họ Crambidae.